# 장군의 수염
"장군의 수염"(1968년)은 대한민국의 영화이다.
이 영화는 이어령의 동명 소설을 원작으로 하고 있다. 또한 감독 이성구는 영화에서 애니메이션을 사용하여 극적 분위기를 일전시키는 등 새로운 시도를 보였다.

## 줄거리
사진기사 김철훈(신성일 분)이 의문의 죽음을 당하자 이에 노련한 민완형사 김승호가 사건의 진상 규명을 위해 김철훈이 살아있을 때 접촉했던 사람들을 차례로 만나며 사건의 실마리를 찾으려 한다. 그러던 중 김철훈과 한때 동거했던 댄서 출신 신혜(윤정희 분)를 만나게 되고, 그가 ‘고해(告解)놀이’를 비롯한 비현실적인 망집(妄執)의 사나이였음을 알게 된다. 그래서 그가 현실에 적응할 수 없자 자살을 택했을 것이라는 판단을 내리고, 일단 수사의 마무리를 짓는다.

## 등장 인물
- 신성일 - 김철훈 역
- 윤정희 - 나신혜 역
- 김승호 - 형사 역
- 정애란
- 문오장
- 여운계
- 이일웅

## 수상
- 1968년 제7회 대종상 시나리오상 - 김승옥
- 1968년 제7회 대종상 제작상(국무총리상) - 태창흥업
- 1969년 제5회 한국연극영화상 작품상
- 1969년 제5회 한국연극영화상 감독상 - 이성구
- 1969년 제5회 한국연극영화상 음악상 - 김희조
- 제12회 부일상 미술·촬영상
- 제2회 서울신문문화대상 특별상(촬영)